# Trinidad (film)
Trinidad (Affair in Trinidad) è un film noir del 1952 diretto da Vincent Sherman.

## Trama
Sull'isola di Trinidad, la cantante e ballerina Chris Emery viene a conoscenza della morte del marito Neil. Pur sembrando un suicidio, la polizia sospetta che Neil sia stato ucciso dal suo amico Max Fabian, che è in realtà un truffatore. Per aiutare le indagini, Chris accetta di avvicinarsi sentimentalmente a Fabian per raccogliere informazioni. Intanto il fratello di Neil, Steve, arriva sull'isola dopo aver ricevuto un'offerta di lavoro dal fratello. Sospettoso sul suo suicidio, inizia ad indagare per conto proprio. Incontra Chris, i due passano del tempo insieme e si innamorano: Chris però non può rivelargli il doppio gioco che sta conducendo con Fabian. Fabian scoprirà le vere intenzioni di Chris, ma Steve ha già trovato le prove per incastrarlo e farlo arrestare. Dopo l'archiviazione del caso, Steve e Chris lasceranno insieme l'isola per tornare negli Stati Uniti.

## Produzione
Con questo film, Rita Hayworth tornò sugli schermi dopo quattro anni di assenza. Dopo il fallimento del suo matrimonio con Orson Welles e l'insuccesso al botteghino de La signora di Shanghai, l'attrice, nel risposarsi con il principe Ali Khan, aveva infatti annunciato la sua decisione di abbandonare il cinema. Dopo la separazione da quest'ultimo, il produttore Harry Cohn fu felice di riproporre sugli schermi la Rita dei suoi maggiori successi, ma pochi giorni prima dell'inizio delle riprese, l'attrice contestò la sceneggiatura e ne chiese un rifacimento, che fu affidato a Oscar Saul e James Gunn. Terrorizzata dall'eventuale flop che poteva compromettere il suo rientro, la Hayworth si dichiarò insoddisfatta anche delle modifiche, ma quando Cohn minacciò di intentarle una causa per i ritardi della produzione, fu costretta comunque a tornare sul set.
Il film, accolto malissimo dalla critica, era secondo tutti una maldestra imitazione di Gilda, ma nessuno avrebbe potuto prevedere che un film così modesto avrebbe battuto gli incassi del film precedente di almeno un milione di dollari.

## Promozione
La realizzazione delle locandine per l'Italia fu affidata al pittore cartellonista Anselmo Ballester
- Il bozzetto